# Los tres mosqueteros (película de 1992)
Los tres mosqueteros es una película de animación producida por Diane Eskenazi y estrenada en vídeo el 1 de junio de 1992.  Es una de las muchas adaptaciones de la obra de Alejandro Dumas, Los tres mosqueteros.
Los tres mosqueteros fue producida por Golden Films y por American Film Investment Corporation, fue distribuida en DVD por GoodTimes Entertainment en el 2003 en Estados Unidos y por Planeta Junior en España. Five Stars Entertainment S.L. distribuyó la versión en VHS licenciada para España en 1993.

## Historia
El joven d'Artagnan viaja en camino a París con la esperanza de convertirse en uno de los mosqueteros reales y servir al rey y a Francia, sin embargo, en el camino se encuentra con quien será su peor enemigo, Monsieur Rochefort. Desde ese día, d'Artagnan no descansará hasta vengarse de Rochefort, quien lo humilla en un duelo entre espadas callejero. Una vez en la acadamia de los mosqueteros y aún tras la pista de su enemigo, d'Artagnan se encuentra descortesmente con tres de los mejores mosqueteros, Athos, Porthos y Aramis. Después de ayudarse en un duelo contra un grupo de soldados servidores del malvado Cardinal Richelieu, d'Artagnan y los tres mosqueteros se hacen buenos amigos y compañeros. Los cuatro pronto se ven involucrados y con la responsabilidad de ayudar a la reina, cuando esta es víctima de una conspiración en su contra llevada a cabo por el Cardinal. Richelieu hace creer al rey que su esposa lo engaña con el duque de Buckingham en Inglaterra con la intención de que este se desaga de ella condenándola a muerte. Suplicado por la bella Constance Bonacieux, d'Artagnan y sus tres compañeros hacen un peligroso viaje a Inglaterra donde encontrarán al Duque y así comprobar la inocencia de la reina y librar a Francia de una gran catástrofe.

## Reparto
- Cam Clarke como D'Artagnan.
- Jeff Bennett como King Louis, Rochefort.
- Tress MacNeille como Milady, Queen.